# Raphael Eduard Liesegang

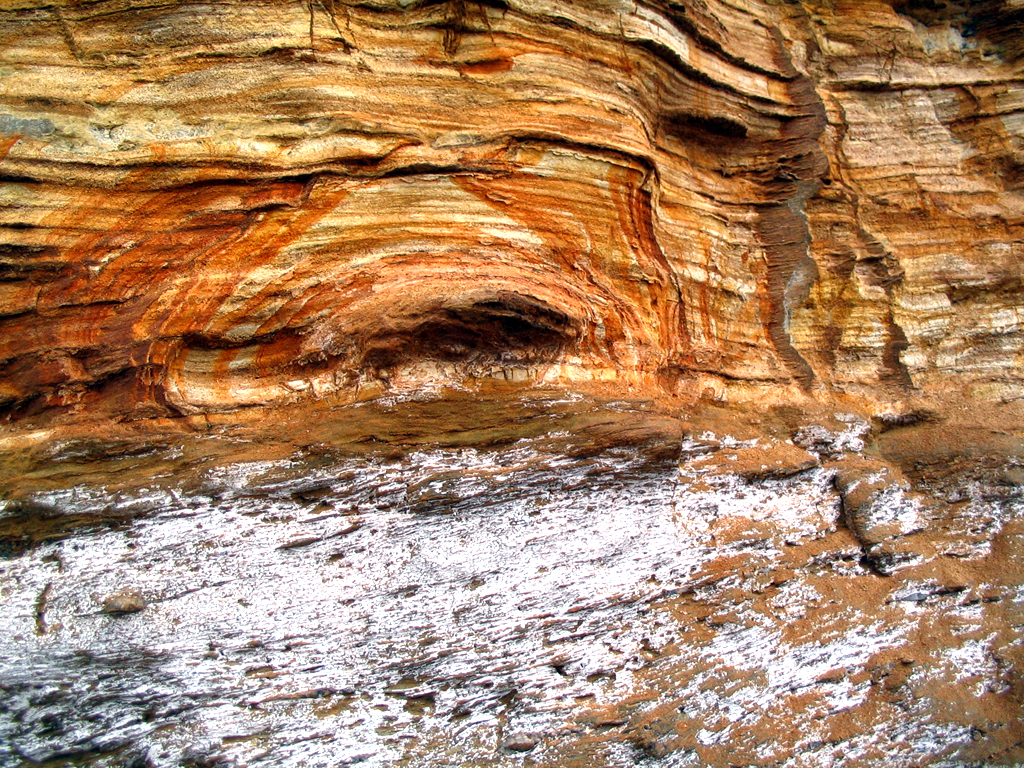
Anneaux de Liesegang, Pénestin, France

Raphael Eduard Liesegang (1869-1947) est un photographe et chimiste des colloïdes allemand. Il reprend l'entreprise photographique de son père, dont une partie est à l'origine de l'entreprise Agfa, puis il travaille sur les colloïdes à Francfort à partir de 1937. Chercheur polyvalent, il fait aussi des recherches sur les neurones. Par ses travaux sur le phototel et les cellules au selenium, il est un des précurseurs de la télévision. Il est aussi auteur de théâtre et éditeur scientifique.

## Biographie
En 1896, Raphael Liesegang en déposant une goutte de nitrate d'argent sur du bichromate de potassium dans la gélatine découvre que la précipitation se produit sous formes d'anneaux concentriques appelés depuis anneaux de Liesegang.
Ces réactions oscillantes peuvent se produire dans plusieurs situations et on peut en voir de beaux exemples sur les parois des falaises de Pénestin en Bretagne (France).
Il a publié la première brochure en allemand consacrée à la télévision Beiträge zum Probleme des elektrischen Fernsehen, 1891, 2e édition 1899.